# «Крилате» представлення
«Крилате» представлення (англ. winged edge) — це структура даних для граничного подання, яка використовується для опису полігональних сіток в комп'ютерній графіці. Ця структура явно описує геометрію і топологію граней, ребер і вершин, коли три або більше грані з'єднуються і мають спільне ребро. Порядок задається таким чином, що поверхні впорядковані проти годинникової стрілки відносно внутрішньої орієнтації ребра. Більш того, таке представлення допускає численні нестабільні стани, подібні наведеним нижче.
Структура даних «крилате» реберне представлення дозволяє швидко обходити грані, ребра і вершини через явно пов'язану структуру мережі. Ця потужний засіб опису неструктурованої сітки, на відміну від опису полігональної сітки, який є списком вузлів і елементів.

## Псевдокод
Тут наведено структуру даних, що підходить для крилатого представлення. Абревіатура «WE» означає англ. «Winged Edge» («Крилате» представлення).
```
class WE_Edge {
  WE_Vertex vert1, vert2;
  WE_Face aFace, bFace;
  WE_Edge aPrev, aNext, bPrev, bNext; // clockwise ordering
  WE_EdgeDataObject data;
}
class WE_Vertex {
  List<WE_Edge> edges;
  WE_VertexDataObject data;
}
class WE_Face {
  List<WE_Edge> edges;
  WE_FaceDataObject data;
}
```